# Circuito del Jarama
O Circuito de Madrid Jarama - RACE, anteriormente conhecido como Circuito del Jarama e Circuito permanente del Jarama, é um autódromo de 3.850 km (2.115 milhas) situado em San Sebastián de los Reyes a norte de Madrid na Espanha, tendo sediado alguns GPs da Espanha de Fórmula 1 e Motociclismo.
Desenhado por John Hugenholtz (também desenhista dos de Zandvoort e Suzuka), foi construído em 1967 no norte de Madrid. Sediou nove Grande Prêmio da Espanha de Fórmula 1. Exceções em: 1969, 1971, 1973 e 1975 que foi realizado em Montjuïc. Foi em Jarama que o canadense Gilles Villeneuve venceu pela última vez na Fórmula 1.

## Vencedores de GPs de Fórmula 1 em Jarama
O fundo rosa indica que a prova não fez parte do Mundial de Fórmula 1.
| Ano               | Vencedor           | Chassi/Motor  | Resumo   |
| ----------------- | ------------------ | ------------- | -------- |
| 1968              | Graham Hill        | Lotus-Ford    | Detalhes |
| Não houve em 1969 |                    |               |          |
| 1970              | Jackie Stewart     | March-Ford    | Detalhes |
| Não houve em 1971 |                    |               |          |
| 1972              | Emerson Fittipaldi | Lotus-Ford    | Detalhes |
| Não houve em 1973 |                    |               |          |
| 1974              | Niki Lauda         | Ferrari       | Detalhes |
| Não houve em 1975 |                    |               |          |
| 1976              | James Hunt         | McLaren-Ford  | Detalhes |
| 1977              | Mario Andretti     | Lotus-Ford    | Detalhes |
| 1978              | Mario Andretti     | Lotus-Ford    | Detalhes |
| 1979              | Patrick Depailler  | Ligier-Ford   | Detalhes |
| 1980              | Alan Jones         | Williams-Ford | Detalhes |
| 1981              | Gilles Villeneuve  | Ferrari       | Detalhes |

### Por pilotos que mais venceram
|          |                    |            |
| Vitórias | Pilotos            | Edições    |
| 2        | Mario Andretti     | 1977, 1978 |
| 1        | Graham Hill        | 1968       |
| 1        | Jackie Stewart     | 1970       |
| 1        | Emerson Fittipaldi | 1972       |
| 1        | Niki Lauda         | 1974       |
| 1        | James Hunt         | 1976       |
| 1        | Patrick Depailler  | 1979       |
| 1        | Gilles Villeneuve  | 1981       |

### Por equipes que mais venceram
|          |            |                        |
| Vitórias | Construtor | Edições                |
| 4        | Lotus      | 1968, 1972, 1977, 1978 |
| 2        | Ferrari    | 1974, 1981             |
| 1        | March      | 1970                   |
| 1        | McLaren    | 1976                   |
| 1        | Ligier     | 1979                   |

### Por países que mais venceram
|          |                |                  |
| Vitórias | País           | Edições          |
| 3        | Reino Unido    | 1968, 1970, 1976 |
| 2        | Estados Unidos | 1977, 1978       |
| 1        | Brasil         | 1972             |
| 1        | Áustria        | 1974             |
| 1        | França         | 1979             |
| 1        | Canadá         | 1981             |

↑1  Contabilizados somente os resultados válidos pelo Mundial de Fórmula 1

## Recordes em Jarama
|                       |                   |                  |              |          |      |
| Jarama                | País/Piloto       | Chassi/Motor     | Tempo        | Extensão | Ano  |
| Pole Position         | Jacques Laffite   | Ligier-Matra V12 | 1min 13s 754 | 3.312 km | 1981 |
| Melhor Volta na Prova | Gilles Villeneuve | Ferrari F12      | 1min 16s 44  | 3.404 km | 1979 |